# Anton Sauter

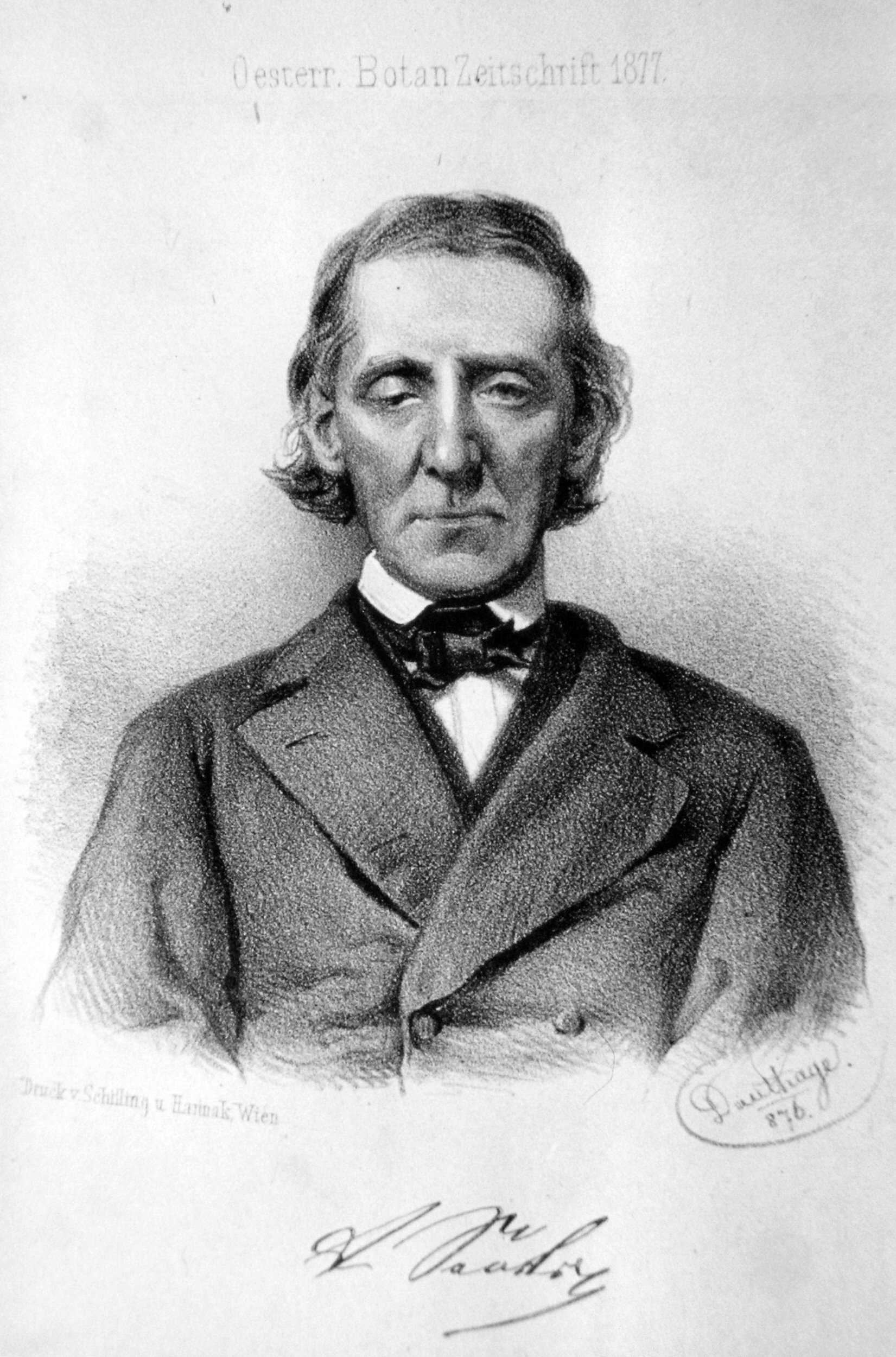
Anton Eleutherius Sauter, Lithographie von Adolf Dauthage, 1876

Anton Eleutherius Sauter (* 18. April 1800 in Großarl, Erzbistum Salzburg; † 6. April 1881 in Salzburg, Land Salzburg, Österreich-Ungarn) war ein österreichischer Botaniker und Mediziner. Sein offizielles botanisches Autorenkürzel lautet „Saut.“

## Leben
Anton Sauter wurde im damaligen Fürsterzbistum als Sohn des Pflegers (Beamter mit richterlichen Aufgaben) Anton Willibald Sauter (1770–1807) und späterem k.k. Pfleger geboren. Bald übersiedelte die Familie Sauter nach Werfen, wo 1802 Antons Bruder Andreas (1802–1872) geboren wurde. Andreas wurde später als namhafter Forstmann bekannt und war Leiter der Landesforstdirektion Innsbruck. Sein zweiter Bruder war der später bekannt gewordene Schriftsteller Ferdinand Sauter, der mit 50 Jahren vergleichsweise früh gestorben war.
Früh erwachte bei Anton die Liebe zur Botanik. Seine Lieblingspflanze war und blieb dabei die Schneerose (Helleborus niger), auch Christrose genannt. 1807 schon starb Antons Vater. Die Mutter übersiedelte daraufhin mit den Kindern in die Stadt Salzburg.
Sauter besuchte hier von 1809 bis 1812 das Gymnasium und danach das Collegium Rupertinum. Hier begann ein fruchtbarer Dialog mit dem Botaniker Franz Anton Alexander von Braune, bei dem er auch Unterrichtsstunden nahm. Wesentlich gefördert wurde seine Neigung zur Botanik auch von Matthias Mielichhofer. Mit 19 Jahren wechselte Sauter zuerst in die Philosophieschule nach Graz und wandte sich bald (ab 1820) dem Medizinstudium in Wien zu, das er 1826 mit der Promotion zum Dr. med. abschloss. Seine Inauguraldissertation schrieb er über das Thema „Versuch einer geographisch-botanischen Schilderung der Umgebung Wiens“. Sein Lehrer war dabei der bis heute sehr bekannte Botaniker Joseph Franz von Jacquin. Bald wurde Sauter Mitglied der Regensburger Botanischen Gesellschaft, in dessen Zeitschrift er auch regelmäßig veröffentlichte.
Ab 1828 war Sauter erst Sekundararzt im St. Johanns-Spital in Salzburg Mülln, wechselte im gleichen Jahr als Landesgerichtsarzt nach Kitzbühel in Tirol. 1829 war er erst in Bregenz, 1830 wurde er k.k. Bezirksarzt in Zell am See, anschließend (1836) in Mittersill. In Zell am See widmete er sich vorwiegend der Erforschung der Moose, in Mittersill der Flechten und kleinen Pilze (veröffentlicht im "Botanischen Centralblatt" des Jahres 1846).
Ab 1839 war Sauter Kreisarzt in Ried i. I., 1840 in Steyr, ab 1848 wirkte er wieder in Salzburg, wo er bis zu seinem Tod blieb. Am 21. August 1871 trat er als hochangesehener und weitum beliebter Arzt in den Ruhestand. Für seine Verdienste als Arzt wurde ihm das Ritterkreuz des Franz-Joseph-Ordens verliehen.
Sauter erforschte die Flora des Landes Salzburg und hinterließ ein umfangreiches botanisches Werk. Viele Pflanzen aus dem Ostalpenraum wurden von ihm erstmals beschrieben. Eine Gattung und 17 Arten tragen seinen Namen. 1860 war er zudem Mitbegründer und von 1864 bis 1874 Vorstand der Gesellschaft für Salzburger Landeskunde.
Er hatte mehrere Kinder darunter drei Söhne, den Hofrat Ludwig Sauter (1834–1904) und den ebenfalls botanisch interessierten Arzt Ferdinand Sauter (1835–1915), sowie Anton Sauter (1831 od. 1832–1866 gef.).

## Ehrungen
Nach Sauter ist die Moosgattung Sauteria Nees benannt.

## Werke
- Versuch einer Geographisch-Botanischen Schilderung der Umgebung Wiens. Gedruckt bei Anton von Haykul, 1826.
- Flora des Herzogthums Salzburg. In: Mitteilungen der Gesellschaft für Salzburger Landeskunde. Nr. 6 und folgende, veröffentlicht in 7 Teilen, 1866–1879
  - Band 6, 1866, S. 169–234 (zobodat.at [PDF]).
  - Band 10, 1870, S. 23–103 (zobodat.at [PDF]).
  - Band 11, 1871, S. 3–37 (zobodat.at [PDF]).
  - Band 12, 1872, S. 63–176 (zobodat.at [PDF]).
  - Band 13, 1873, S. 17–28 (zobodat.at [PDF]).
  - Band 18, 1878, S. 99–185 (zobodat.at [PDF]).
- Die Kryptogramische Flora der Nordseite unserer Alpen. In: Botanisches Zentralblatt. Verfasst in drei Teilen (Laubmoose, Lebermoose, Flechten), 1846.